# Helmut Zimmermann (Archivar)
Helmut Zimmermann (* 13. Januar 1924 in Gerwisch; † 29. September 2013) war ein deutscher Archivar und Stadtamtsrat beim Stadtarchiv Hannover. Er war Autor von zahlreichen Veröffentlichungen zur hannoverschen Stadtgeschichte und der Familienforschung.

## Leben
Helmut Zimmermann wuchs in Biederitz auf, wo sein Vater die Leitung der örtlichen Filiale der Magdeburger Sparkasse innehatte. Er besuchte ab 1934 die Magdeburger Otto von Guericke-Schule und legte dort während des Zweiten Weltkrieges 1942 seine Reifeprüfung ab. Anschließend war er bis 1943 beim Reichsarbeitsdienst und wurde dann zur Wehrmacht eingezogen. Als Soldat wurde er in Italien eingesetzt, wo er in Kriegsgefangenschaft geriet. Während seines insgesamt vierjährigen Aufenthaltes in Italien eignete er sich gute italienische Sprachkenntnisse an.
1947 wurde Zimmermann aus der Kriegsgefangenschaft entlassen; er kehrte nach Deutschland zurück und ging zunächst nach Burgstemmen in Niedersachsen zu einem Freund, den er bei einem gemeinsamen Lazarettaufenthalt kennengelernt hatte. Im Juli 1947 ließ er sich dann in Hannover nieder, wo er zunächst im Akkumulatorenwerk der AFA (später Varta) in Hannover-Stöcken arbeitete. 1951 trat er in die Stadtverwaltung von Hannover als Stadtinspektoranwärter ein und legte 1954 die II. Verwaltungsprüfung ab. Im gleichen Jahr wurde er auf eine neu geschaffene Inspektorenstelle im Stadtarchiv abgeordnet, wo er bis zum Stadtamtsrat aufstieg und mehr als 30 Jahre lang tätig war, bis zu seiner Pensionierung Anfang 1986. Aufgrund seiner guten Italienischkenntnisse war er gelegentlich für hannoversche Behörden als Dolmetscher tätig, wie bei der Kriminalpolizei und bei der Ausländerstelle im Ordnungsamt.
Zimmermann war stadtgeschichtlich interessiert und wurde als Autodidakt zu einem anerkannten Archivar und historisch kundigen Stadtgeschichts- und Familienforscher. Er veröffentlichte sowohl während seiner langjährigen Berufstätigkeit im Stadtarchiv nebenher eine Vielzahl von Sachbüchern und Fachaufsätzen zur Stadtgeschichte Hannovers und zur Familienforschung, als auch nach seiner Pensionierung. So ist er zum Beispiel in den Hannoverschen Geschichtsblättern mit etwa 30 Aufsätzen vertreten.
Zudem nahm Zimmermann jahrzehntelang Schulungen der hannoverschen Stadtführerinnen vor und hielt zahlreiche Vorträge über historische und stadtgeschichtliche Themen in verschiedenen Altenheimen in Hannover. Außerdem gestaltete er für die Sparkasse Hannover mehrere Ausstellungen über historische und stadtgeschichtliche Themen, die von Kleinausstellungen in Einzelvitrinen in den Sparkassenfilialen bis zu kompletten Ausstellungen in der Hauptstelle reichten. Ein Schwerpunkt seiner Arbeiten ist seit langem die Erforschung der Geschichte hannoverscher Familien.
Helmut Zimmermann war verheiratet und lebte mit seiner Frau in Hannover.

## Mitgliedschaften
Zimmermann engagierte sich in der 1947 gegründeten Deutsch-Italienischen Gesellschaft (später Deutsch-Italienische Kulturgesellschaft). Er war langjähriges Mitglied der 1963 gegründeten Arbeitsgemeinschaft der niedersächsischen Kommunalarchivare e. V. (ANKA), deren Vorstand er von 1969 bis 1975 angehörte. 1969 wurde er, obwohl Nichtakademiker, in Anerkennung seiner Forschungstätigkeiten in die Historische Kommission Niedersachsen/Bremen berufen, der er seitdem angehörte. Zimmermann war langjähriges Mitglied des Niedersächsischen Landesvereins für Familienkunde, wo er 2006 zum Ehrenmitglied ernannt wurde, und des Heimatbundes Niedersachsen e. V., wo die Ernennung zum Ehrenmitglied 2008 erfolgte.

## Auszeichnungen
- 2009: Cord-Borgentrick-Stein, verliehen vom Heimatbund Niedersachsen[3]
- 2007: Johann-Christoph-Gatterer-Medaille, verliehen von der Deutschen Arbeitsgemeinschaft genealogischer Verbände (DAGV)

## Publikationen
- Übersicht über Quellen und Literatur zur Personengeschichte bis 1874 in der Landeshauptstadt Hannover (= Sonderdruck aus Hannoversche Geschichtsblätter, Neue Folge, Band 29, Heft 3/4) (= Sonderveröffentlichung Nr. 13 des Niedersächsischen Landesvereins für Familienkunde e. V.), [o. D., 1975?]
- Autor von zahlreichen Einzelbeiträgen in: Klaus Mlynek, Waldemar R. Röhrbein (Hrsg.): Stadtlexikon Hannover. Von den Anfängen bis in die Gegenwart. Schlütersche Verlagsgesellschaft, Hannover 2009, ISBN 978-3-89993-662-9.
- Hannoversche Geschichtsblätter. Hrsg.: Landeshauptstadt Hannover, Hahn, Hannover, ISSN 0342-1104. (Autor von etwa 30 Aufsätzen in diversen Einzelheften), darunter:
  - Die Sterbefälle der hannoverschen Kreuzkirchengemeinde von 1611 bis 1714, HGBl Neue Folge Band 13, Heft 3/4
- Das kleine Hannoversche Geschichtsbuch. Anekdoten, Begebenheiten, Legenden. 1. Auflage. Leuenhagen & Paris, Hannover 2003, ISBN 3-923976-43-7.
  - neu bearbeitet und ergänzt von Friedrich Wilhelm Netzel, 1. Auflage. Leuenhagen & Paris, Hannover 2011, ISBN 978-3-923976-83-6.
- Hannover nach 1945. Hurra, wir leben noch! 1. Auflage. Wartberg-Verlag, Gudensberg-Gleichen 2001, ISBN 3-86134-712-1.
- Werke und Menschen. Streiflichter aus Hannovers Geschichte. 1. Auflage. Leuenhagen & Paris, Hannover 1996, ISBN 3-923976-15-1.
- mit Klaus Mlynek: Hannovers Geschichte in Zahlen. 7., erweiterte Auflage. Presse- und Informationsamt der Stadt Hannover, Hannover 1993.
- Die Straßennamen der Landeshauptstadt Hannover. Verlag Hahnsche Buchhandlung, Hannover 1992, ISBN 3-7752-6120-6.
  - und zur selben Thematik:
    - Hannovers Straßennamen – Veränderungen seit 1991. In: Hannoversche Geschichtsblätter. Neue Folge 51 (1997), S. 351–360
    - Hannovers Straßennamen – Veränderungen seit 1997. In: Hannoversche Geschichtsblätter. Neue Folge 54 (2000), S. 177–189.
- Hannover. Geschichte unserer Stadt. 5., überarbeitete und erweiterte Auflage. Harenberg-Labs, Hannover 1988, ISBN 3-89042-027-3.
- Hannover in der Tasche. Bauten und Denkmäler von A bis Z. 2. Auflage. Feesche, Hannover 1988, ISBN 3-87223-046-8.
- Ein Zug durchs Leinetal. Pomp & Sobkowiak, Essen 1987, ISBN 3-922693-20-2. Geschichte Hannovers in Anekdoten und Bildern
- Vahrenheide. Ein junger Stadtteil mit Geschichte. 25 Jahre Geschäftstelle Vahrenheide, Vahrenheider Markt 14 Stadtsparkasse Hannover, Hrsg.: Stadtsparkasse Hannover, Hannover: Stadtsparkasse, 1985
- mit dem Untertitel Streifzüge durch Hannovers Geschichte erschienen die Bände
  - Vom Kröpcke bis zum Ihmeufer … Harenberg Verlag, Hannover 1984, ISBN 3-89042-011-7.
  - Zwischen Maschsee und Eilenriede … Harenberg, Hannover 1985, ISBN 3-89042-015-X.
  - Vom Steintor bis nach Herrenhausen … Harenberg-Labs, Hannover 1986, ISBN 3-89042-018-4.
  - Linden. Vom Bauerndorf zum Ihmezentrum. Harenberg-Labs, Hannover 1986, ISBN 3-89042-019-2.
  - Zwischen Eilenriede und Kronsberg … Harenberg-Labs, Hannover 1987, ISBN 3-89042-022-2.
  - Von Anderten nach Stöcken … Harenberg-Labs, Hannover 1987, ISBN 3-89042-023-0.
- Der hannöverschen Porträts zweite Folge. Illustriert von Rainer Osswald. Harenberg, Hannover 1984, ISBN 3-89042-008-7.
- Hannöversche Porträts. Lebensbilder aus sieben Jahrhunderten. Illustriert von Rainer Ossi Osswald. Harenberg, Hannover 1983.
- Münzkabinett der Stadt Hannover. Sammlung Dr. Horst Berkowitz, 1979.
- Hannoversche Bildhauer zwischen 1550 und 1750. Eine genealogische Studie. In: Hannoversche Geschichtsblätter. Neue Folge, Band 12, Heft 3/4 (1959).